# 초악티늄족 원소
초악티늄 원소(슈퍼 액티노이트)(영어: transactinide element)는 로렌슘의 103보다 더 큰 원자 번호를 가진 화학 원소를 말한다.

## 원소 목록
- 104 러더포듐 Rf
- 105 더브늄 Db
- 106 시보귬 Sg
- 107 보륨 Bh
- 108 하슘 Hs
- 109 마이트너륨 Mt
- 110 다름슈타튬 Ds
- 111 뢴트게늄 Rg
- 112 코페르니슘 Cn
- 113 니호늄 Nh
- 114 플레로븀 Fl
- 115 모스코븀 Mc
- 116 리버모륨 Lv
- 117 테네신 Ts
- 118 오가네손 Og

## 같이 보기
- 초우라늄 원소
- 초플루토늄 원소
- 보스-아인슈타인 응축
- 안정성의 섬